# Viloria
Pour les articles homonymes, voir Viloria (homonymie).
Viloria, également appelée Viloria del Henar, est une commune de la province de Valladolid dans la communauté autonome de Castille-et-León en Espagne.

## Sites et patrimoine
Les édifices notables de la commune sont :
- Église Santa María de las Nieves ;
- Ancienne fabrique de farine ;
- Fontaine Morales.